# Helmut Brandt (Musiker)
Helmut Brandt (* 7. Januar 1931 in Berlin; † 26. Juli 2001 in Stuttgart) war ein deutscher Jazzmusiker (Bariton- und Tenorsaxophonist, Komponist und Arrangeur). Er war ein Pionier des Nachkriegsjazz in Deutschland und einer der zentralen Musiker des deutschen Cool Jazz.

## Leben und Wirken
Brandt begann im Alter von zehn Jahren Geige und Mandoline zu spielen. Als Jugendlicher lernte er auch Gitarre, Klarinette und Tenorsaxophon. Während seines Studiums am Berliner Klindworth-Scharwenka-Konservatorium musizierte er mit einer semiprofessionellen Band im legendären Jazzlokal Die Badewanne. Mit seinem Sextett gewann er in den folgenden Jahren regelmäßig bei den im Friedrichstadtpalast stattfindenden Jazzwettbewerben. Ab 1954 konzentrierte er sich auf das Baritonsaxophon. 1955 gründete er die Helmut Brandt Combo als Quintett, das in den folgenden Jahren viele 	Auszeichnungen errang und zunächst – beispielsweise auf dem Frankfurter Jazzfestival – „mit ihrem eigenwilligen Sound“ die Zuhörer überraschte. 1957 führte er beim SDR-Treffpunkt Jazz das Konzert für Jazz Combo auf. In seiner Combo spielten zunächst Conny Jackel (tp, bis 1959), Günter Noris (p), Erich Gerosch (b) und Hans-Dieter Taubert (d); längere Zeit arbeitete er mit dem Pianisten Günter Noris und dem Bassisten Klaus Gernhuber, der die Band dann übernahm.
1959 wurde Brandt langjähriges Mitglied des RIAS Tanzorchesters unter Werner Müller und war auf Grund seiner Tätigkeit auch als Arrangeur des Orchesters nur noch gelegentlich auf der Jazzszene präsent: 1967 gehörte er, wie auch Stefan von Dobrzynski, zur von Don Ellis geleiteten Berlin Dream Band, die auf dem Berliner Jazzfestival einen großen Erfolg feierte. 1970 kam es zu einem Auftritt der Berlin All Stars auf dem gleichen Festival. Ab 1974 spielte er im von ihm gegründeten Mainstream Orchestra, einem Septett ohne Tasteninstrument, wieder regelmäßig in den Berliner Jazzclubs und auch auf Tourneen.
In Westdeutschland und Westberlin galt Brandt in den 1950ern neben Albert Mangelsdorff und Emil Mangelsdorff als bekanntester deutscher Jazzmusiker. Als er 1997 die RIAS Big Band aus Altersgründen verließ, wurde ihm zu Ehren die CD RIAS Big Band Berlin Presents Helmut Brandt produziert.
Brandts Kompositionen überwinden teilweise das Jazzidiom. Hier sind sein Konzert für Jazzcombo und besonders seine 1998 uraufgeführte und von der Fachpresse hervorgehobene Symphonische Dichtung für Big Band und Symphonieorchester zu erwähnen.
Am 3. Februar 2000 erhielt er das Bundesverdienstkreuz am Bande.

## Diskographische Hinweise
- Berlin Calling (Sonorama/Groove Attack, 1956–58 ed. 2013, mit Conny Jackel, Ludwig Ebert bzw. Günter Noris bzw. Gert Mann bzw. Roland Kovac, Erich Gerosch bzw. Klaus Gernhuber bzw. Peter Trunk, Hans-Dieter Taubert bzw. Heinrich Schröder bzw. Kenny Clarke)[3]
- Spree Coast Jazz (Sonorama, 1961, ed. 2017, mit Benny Bailey, Harry Samp, Ack van Rooyen, Herb Geller, Stefan von Dobrzynski, Siegfried Schmidt, Nat Peck, Günter Meier, Hajo Lange, Heinz Niemeyer)[4]

## Lexigraphische Einträge
- Carlo Bohländer, Karl Heinz Holler, Christian Pfarr: Reclams Jazzführer. 4., durchgesehene und ergänzte Auflage. Reclam, Stuttgart 1990, ISBN 3-15-010355-X.
- Ian Carr, Digby Fairweather, Brian Priestley: Rough Guide Jazz. Der ultimative Führer zur Jazzmusik. 1700 Künstler und Bands von den Anfängen bis heute. Metzler, Stuttgart/Weimar 1999, ISBN 3-476-01584-X.
- Martin Kunzler: Jazz-Lexikon. Band 1: A–L (= rororo-Sachbuch. Bd. 16512). 2. Auflage. Rowohlt, Reinbek bei Hamburg 2004, ISBN 3-499-16512-0.